# Соната для фортепіано № 6 (Прокоф'єв)
Соната для фортепіано № 6 С. Прокоф'єва  ля мажор, op. 82 написана в 1939–1940 роках. Вперше прозвучала 8 квітня 1940 у виконанні автора в Спілці композиторів СРСР у Москві. У листопаді того ж року Соната вперше прозвучала у виконанні С. Ріхтера. Складається з 4-х частин:
1. Allegro moderato
2. Allegretto
3. Tempo di valzer lentissimo
4. Vivace

За спогадами Марії-Сесілії Абрамовни Мендельсон, яка згодом стала другою жінкою Прокоф'єва, на створення цієї, а також Сьомої і Восьмої сонат книга Ромена Роллана про Л. Бетховена.